# Prosopocera alboguttata
Prosopocera alboguttata là một loài bọ cánh cứng trong họ Cerambycidae.